# 美元荒
美元荒指1950年代初世界各国，尤其是参与二战的国家因为恢复性的建设而需要大量进口美国商品，对美国贸易逆差严重，缺乏国际清偿手段——黄金或美元。

## 历史数据
西欧的对美贸易逆差——1947年：76亿美元
西欧的国际储备总额——1948年：97亿美元